# Elli Voigt
Elli Voigt, née le 22 février 1912 à Berlin et morte le 8 décembre 1944 à Berlin-Plötzensee est une ouvrière allemande, résistante contre le nazisme, membre de l'Organisation Saefkow-Jacob-Bästlein (en), proche du Parti communiste d'Allemagne. Arrêtée le 13 juillet 1944, elle est décapitée le 8 décembre 1944.

## Biographie
Elli Lotte Garius est née le 22 février 1912 à Berlin. Elle est une des trois enfants d'Elvine et Alexandre Garius, une famille ouvrière. A la fin de l'école primaire, elle travaille comme employée de maison, puis ouvrière d’usine. Elle s'implique également dans le club sportif ouvrier Fichte Berlin (de) où elle a sans douté été initiée aux idées politiques,,.
En 1930, elle épouse Max Giese. Leur fille Charlotte naît l'année suivante, puis le couple divorce en 1934.
En 1935, elle rencontre Fritz Voigt. Elle reste en contact avec lui durant son emprisonnement dans le camp de concentration de Sachsenhausen pour faits de résistance. Lorsqu'il est libéré, en 1941, ils se marient et s'installent à Schönow (de). Ils ont une fille, Monika Klautzsch en 1943. A Schönow, ils s'emploient à réactiver les groupes de résistance locaux,,.  
Lorsque Fritz Voigt est incorporé de force dans un bataillon disciplinaire, en juin 1943, Elli Voigt reprend ses fonctions de courrier et de transport dans le mouvement communiste de résistance.
Elle travaille à l'usine de câbles de Schönow et, à partir de l'automne 1943, est en contact avec des groupes de résistance à Bernau et Zepernick,. Elle devient membre du groupe de résistance communiste autour d'Anton Saefkow, Bernhard Bästlein et Franz Jacob (en), l'Organisation Saefkow-Jacob-Bästlein (en), une des plus grandes organisations contre la dictature nazie avec environ 500 membres, dont un quart de femmes. Elle organise de nombreux contacts entre le chef du groupe et les ouvriers résistants des usines berlinoises,. 
Elli Voigt distribue des tracts, soutient les travailleuses soviétiques soumises au travail forcé dans son usine et essaie de les enrôler dans la résistance, participe à des collectes d'argent et de bons d'alimentation et à la fourniture de faux papiers. Sa mère, Elvire Garius la soutient dans son action.
Début juin 1944, elle est repérée par la Gestapo, en raison de ses contacts avec Anton Saefkow. Elle est arrêtée le 13 juillet 1944 et emmenée à la maison d'arrêt de Potsdam pour y être interrogée par une commission spéciale.
Le procureur principal du Volksgerichtshof l'inculpe le 13 septembre 1944 pour préparation à la haute trahison, complicité avec l'ennemi et affaiblissement de la force militaire. 
Après sa condamnation, elle est emmenée à la prison pour femmes à Friedrichshain jusqu'à ce que sa condamnation à mort soit exécutée. Elli Voigt est décapitée le 8 décembre 1944 à la prison de Plötzensee à Berlin,.
« Elli Voigt était l'une des quelque 120 femmes qui ont apporté une contribution décisive au succès du groupe [l'Organisation Saefkow-Jacob-Bästlein] », explique Bärbel Schindler-Saefkow, la fille d'Anton Saefkow.

## Hommages
- A Leipzig-Möckern une rue porte le nom de Elli-Voigt-Straße depuis 1950[8] ; à Berlin-Lichtenberger la Elli-Voigt-Straße porte son nom depuis 1973[1]
- A Zinnowitz une maison pour enfants porte le nom de Elli Voigt[9], ainsi qu'une école à Berlin-Marzahn .
- Luigi Nono met en musique le lettre d'adieu d'Elli Voigt dans son œuvre chorale Il canto sospeso en 1956[10]. Claudio Abbado développe le Projet Nono (de) destiné aux écoles, en coopération avec la Fondazione L’Unione Europea Berlin (de). Il repose sur des lettres écrites par des résistants avant leur exécution. Ces lettres sont publiées en 1954 avec une préface de Thomas Mann[11].

- A Schönow une pierre commémorative rappelant les résistants au nazisme assassinés, mentionne le nom d'Elli Voigt. Une rue de la localité porte également son nom[6],[12].

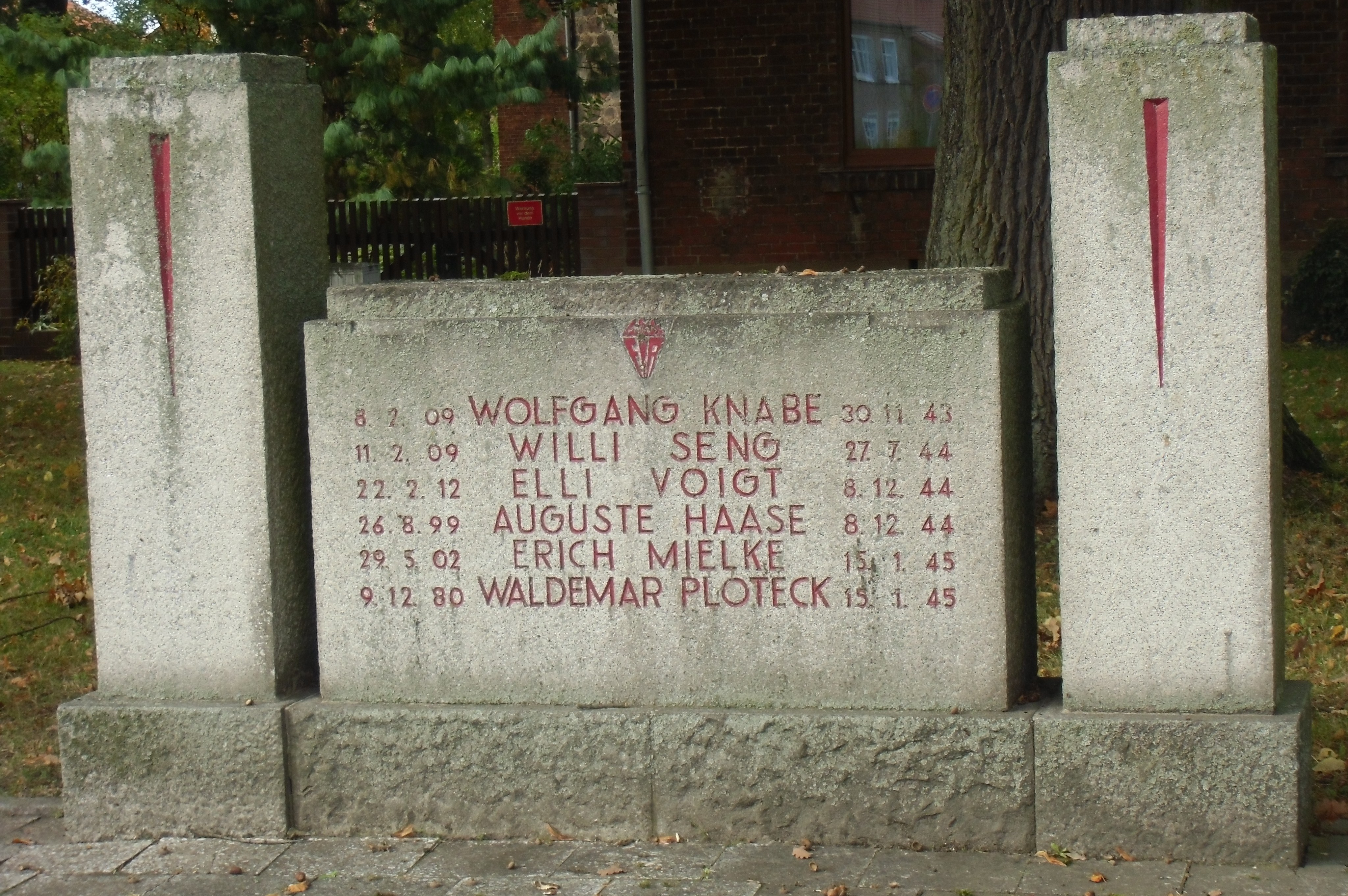
Monument commémoratif aux victimes du nazisme à Schönow

- Jusqu'en 1990, une plaque commémorative pour les travailleurs assassinés par le régime nazi se trouvait à l'usine de câbles de Schönow.
- Le Monumento alla Resistenza europea à Côme cite un extrait de la lettre d'adieu d'Elli Voigt : « Je vais à la mort dans l'espoir de vivre. Je pars avec la foi en une vie meilleure pour vous tous. »[13].

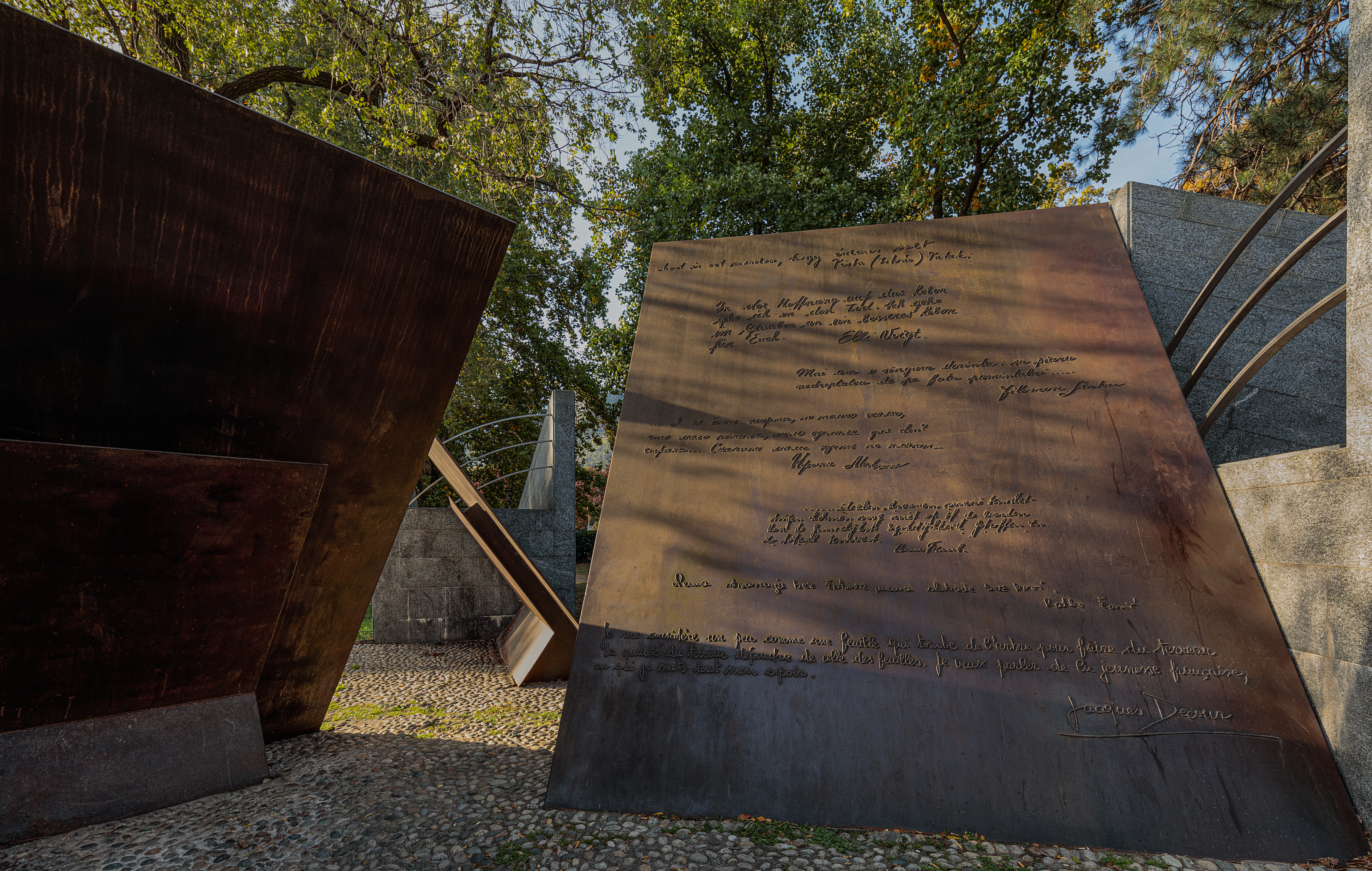
Monument à la résistance européenne, à Côme